# Mahalek Marcell
Mahalek Marcell (Miskolc, 1994. augusztus 26. –) magyar labdarúgó, aki jelenleg a Kazincbarcikai SC játékosa.

## Pályafutása

### Fiatalon
Az MVSC-ben kezdte a pályafutását, 2006-tól a Diósgyőri VTK labdarúgója volt. 2009-ben négy évig a Budapest Honvéd utánpótlásában, a Magyar Futball Akadémián nevelkedett, ezt követően visszatért Diósgyőrbe. Honvédos évei alatt az U17-es és az U19-es korosztályokban bajnokságot nyert. A kispestiekkel 2011-ben megnyerte a Puskás–Suzuki-Kupát, melyen a csoportkörben a Panathinaikosznak, a döntőben pedig a La Fábrica (a Real Madrid akadémiája) ellen is gól lőtt. Az első roma származású játékos aki ilyen jellegű sikereket ért el profi szinten.

### DVTK
2013-ban a Videoton elleni bajnoki találkozóra Szentes Lázár nevezte a keretbe. A DVTK első csapatában pályára lépett a Ligakupában, de bajnoki mérkőzésen még csak a kispadig jutott. 2016 júliusában megkapta élete első profi szerződését a klubtól. Szeptember 10-én debütált a bajnokságban a Gyirmót FC ellen, nem tudta végigjátszani az 1–0-s vereséggel végződő mérkőzést, miután meghúzódott a combhajlító izma. A következő három bajnoki mérkőzést sérülése miatt nem tudta vállalni, majd egy hónappal később a Videoton ellen kezdőként lépett pályára.

## Statisztika
2017. február 15-i állapotnak megfelelően.
| Klub             | Szezon           | Bajnokság | Bajnokság | Kupa     | Kupa  | Ligakupa | Ligakupa | Nemzetközi | Nemzetközi | Összesen | Összesen |
| Klub             | Szezon           | Mérkőzés  | Gólok     | Mérkőzés | Gólok | Mérkőzés | Gólok    | Mérkőzés   | Gólok      | Mérkőzés | Gólok    |
| ---------------- | ---------------- | --------- | --------- | -------- | ----- | -------- | -------- | ---------- | ---------- | -------- | -------- |
| Diósgyőri VTK    | 2012–13          | 0         | 0         | 0        | 0     | 0        | 0        | -          | -          | 0        | 0        |
| Diósgyőri VTK    | 2013–14          | 0         | 0         | 0        | 0     | 0        | 0        | -          | -          | 0        | 0        |
| Diósgyőri VTK    | 2014–15          | 0         | 0         | 0        | 0     | 2        | 1        | -          | -          | 2        | 1        |
| Diósgyőri VTK    | 2015–16          | 0         | 0         | 0        | 0     | 0        | 0        | -          | -          | 0        | 0        |
| Diósgyőri VTK    | 2016–17          | 3         | 0         | 0        | 0     | 0        | 0        | -          | -          | 3        | 0        |
| Összesen         | Összesen         | 3         | 0         | 0        | 0     | 2        | 1        | 0          | 0          | 5        | 1        |
| Diósgyőri VTK-B  | 2015–16          | 22        | 0         | 0        | 0     | 0        | 0        | -          | -          | 22       | 0        |
| Diósgyőri VTK-B  | 2016–17          | 6         | 0         | 0        | 0     | 0        | 0        | -          | -          | 6        | 0        |
| Összesen         | Összesen         | 28        | 0         | 0        | 0     | 0        | 0        | 0          | 0          | 28       | 0        |
| Karrier összesen | Karrier összesen | 31        | 0         | 0        | 0     | 2        | 1        | 0          | 0          | 33       | 1        |

## Sikerei, díjai

### Utánpótlás
- Honvéd:
  - Puskás–Suzuki-kupa: 2011